# 朵什镇
朵什镇，是中华人民共和国甘肃省武威市天祝藏族自治县下辖的一个乡镇级行政单位。
2015年，甘肃省民政厅批复同意撤销朵什乡，设立朵什镇。

## 行政区划
朵什镇下辖以下地区：
直岔村、南冲村、黑沟村、石沟村、旱泉沟村、窑洞湾村、煤场村、寺掌村、龙沟村和茶树沟村。